# Scooby-Doo és a boszorkány szelleme
A Scooby-Doo és a boszorkány szelleme (eredetileg Scooby-Doo and the Witch's Ghost) a második darabja annak a filmsorozatnak, melyet a Scooby-Doo, merre vagy? alapján készítettek, így az első generációs filmek közé sorolható. 1999. október 5-én jelent meg, és ahogy az az ebben az időben kiadott Scooby-filmeknél lenni szokott, igazi szörnyek jelennek meg benne, a jelen esetben igazi boszorkányság. A film pozitív kritikákat kapott.

## Történet
Ebben a Scooby-Doo thrillerben a Rejtély Rt. Új-Anglia területére utazik, amikor egy híres horrortörténet író, Ben Ravencroft megkeresi a bandát és meghívja őket szülővárosába, Oakhaven-be. A városban már egy ideje kísért egy rejtélyes boszorkány szellem, kinek személyét Ravencroft egyik őse szolgáltatja alapul. A gyanús jelenségek történése csupán előjele mindannak, ami a csapatra vár.

## Szereplők
Az utolsó régi Scooby-film volt, mely magyar nyelven megjelent, 2013 januárjában a Cartoon Network Moziban.
| Angol hang       | Magyar hang        | Szereplő           |
| ---------------- | ------------------ | ------------------ |
| Scott Innes      | Melis Gábor        | Scooby-Doo         |
| Scott Innes      | Fekete Zoltán      | Bozont Rogers      |
| Mary Kay Bergman | Hámori Eszter      | Diána Blake        |
| Frank Welker     | Bódy Gergely       | Fred Jones         |
| B.J. Ward        | Madarász Éva       | Vilma Dinkley      |
| Tim Curry        | Barát Attila       | Ben Ravencroft     |
| Kimberly Brooks  | Szabó Zselyke      | Luna               |
| Jennifer Hale    | Molnár Ilona       | Thorn              |
| Jane Wiedlin     | Bogdányi Titanilla | Dusk               |
| Bob Joles        | Bácskai János      | Jack               |
| Tress MacNeille  | Andresz Kati       | Sarah Ravencroft   |
| Peter Ranaday    | Rosta Sándor       | McKnight           |
| Neil Ross        | Kapácsy Miklós     | Corey polgármester |
| ?                | Cs. Németh Lajos   | Kurátor            |
| N/A              | Bozai József       | Cím felolvasója    |

## Betétdalok
| Dal                              | Írta                      | Előadó                                         |
| -------------------------------- | ------------------------- | ---------------------------------------------- |
| Scooby-Doo, Where Are You?       | David Mook és Ben Raleigh | Billy Ray Cyrus (Mercury Records)              |
| Hex Girl                         | Glenn Leopold             | Jennifer Hale, Jane Wiedlin és Kimberly Brooks |
| Earth, Wind, Fire, and Air       | Glenn Leopold             | Jennifer Hale, Jane Wiedlin és Kimberly Brooks |
| The Witch's Ghost (végefőcímdal) | Glenn Leopold             | Terry Wood, Angie Jaree és Gigi Worth          |

## Készítése
A Scooby-Doo a zombik szigetén című film sikere után, a csapatot megbízták egy második Scooby-Doo-film elkészítésével. Az elődjét egyszeri kísérletnek tekintették, és mint ilyen, az azt előállító stáb a vezetők csekély felügyelete mellett dolgozott. Ebben a produkcióban ez a kreatív szabadság jelentősen sekély volt. A Warner Bros. Rick Copp-t és David A. Goodmant javasolta forgatókönyvíróknak, ami sértette az első filmet készítő csapatát. Ezenkívül a stúdió felkérte a film készítőit, hogy fogják vissza magukat, mivel úgy tartották, hogy az előző film túlságosan ijesztőnek bizonyult a célközönség számára.
Copp és Goodman forgatókönyve azzal fejeződött be, hogy a városlakók reklámfogásként használták a boszorkányt. Az előző film csapata ezt nem találta kielégítőnek, és Glenn Leopold újraírta a film utolsó egyharmadát, bevezetve azt az elképzelést, hogy a szellem valódi.

## Párhuzamok
- Ben egy olyan újságcikket mutat, melyből megismerhette a bandát, melyben a Szuttyogó Szörny esetét oldják meg, mely az előző filmben volt látható, egy visszaemlékezésben.
- Folytatódik Diána és Fred "féltékeny vagyok a másikra" szála.
- Egy későbbi filmben (Scooby-Doo és a vámpír legendája) megjelennek még a Hex lányok, valamint egy Mizújs, Scooby-Doo? epizódban, bár ezeken a helyeken barátságosabbá válnak.

## Bakik/Érdekességek
- A film elején Scooby nyakörve piros.
- Bozont a kurátort "Professzor"-nak, Vilma "Doktor"-nak szólítja.
- Sarah Ravencroft valódi szellemként jelent meg, ebben az esetben viszont nem lett volna lehetséges fején hagyni a vödröt.
- A film zárójelenetében a banda hangszerei nem hallatszanak, kivéve Scooby bongóját.

## Magyar kiadás
- Magyarországon nem adták ki, csak a televízióban lehet látni.